# Gashwabazi
Gashwabazi är ett vattendrag i Burundi.   Det ligger i provinsen Karuzi, i den centrala delen av landet, 100 kilometer öster om huvudstaden Bujumbura.
Omgivningarna runt Gashwabazi är en mosaik av jordbruksmark och naturlig växtlighet. Runt Gashwabazi är det ganska tätbefolkat, med 192 invånare per kvadratkilometer.